# Le Fils de visage pâle
Pour plus de détails, voir Fiche technique et Distribution.
Le Fils de visage pâle (Titre original : Son of Paleface) est un film américain réalisé par Frank Tashlin, sorti en 1952.

## Fiche technique
- Titre : Le Fils de visage pâle
- Titre original : Son of Paleface
- Réalisation : Frank Tashlin
- Scénario : Joseph Quillan, Frank Tashlin et Robert L. Welch
- Production : Robert L. Welch
- Société de production : Paramount Pictures et Hope Enterprises
- Musique : Jack Brooks et Lyn Murray
- Image : Harry J. Wild
- Montage : Eda Warren
- Direction artistique : Roland Anderson et Hal Pereira
- Décorateur de plateau : Sam Comer et Ray Moyer
- Costumes : Edith Head
- Effets visuels : Farciot Edouart, Gordon Jennings et Paul K. Lerpae
- Pays d'origine : États-Unis
- Format : Couleur (Technicolor) - 35 mm - 1,37:1 - Son : Mono  (Western Electric Recording)
- Genre : Western parodique
- Durée : 95 minutes
- Dates de sortie :
  - États-Unis : 14 juillet 1952
  - France : 17 octobre 1952
- Affiche : Boris Grinsson (France)

## Distribution
- Bob Hope : Peter 'Junior' Potter Jr.
- Jane Russell : Mike 'The Torch' Delroy
- Roy Rogers : Roy Barton
- Trigger : Trigger
- Bill Williams : Kirk
- Lloyd Corrigan : « Doc » Lovejoy
- Paul E. Burns : Ebenezer Hawkins
- Douglass Dumbrille : Shérif McIntyre
- Harry von Zell : M. Stoner
- Iron Eyes Cody : Chef Yellow Cloud
- William 'Wee Willie' Davis : Blacksmith
- Charles Cooley : Charley
- Bing Crosby : Un conducteur
- Cecil B. DeMille : Un photographe
- Jean Willes : Pénélope
- Oliver Blake : Employé du télégraphe
- John George : Johnny

## Autour du film
Suite du film Visage pâle, Bob Hope joue Junior Potter, fils de 'Painless' Peter Potter déjà interprété par lui-même.